# Acuerdo de Barbados
El Acuerdo parcial sobre la promoción de derechos políticos y garantías electorales para todos los venezolanos, generalmente conocido como el Acuerdo de Barbados fue un par de acuerdos firmados entre el gobierno de Maduro y la oposición venezolana: uno referente a garantías electorales y derechos políticos, y otro a «la protección de los intereses vitales de la Nación» en el año 2023.

## Historia
El 17 de octubre de 2023 el gobierno de Maduro y la Plataforma Unitaria firman en Bridgetown (Barbados) dos acuerdos provisionales sobre «la promoción de derechos políticos y garantías electorales para todos» y «la protección de los intereses vitales de la Nación».  Las delegaciones, representadas respectivamente por Jorge Rodríguez y Gerardo Blyde y acompañadas por representantes diplomáticos de Noruega, Barbados, Rusia, Países Bajos, Colombia, México y Estados Unidos, pactaron puntos como el respeto al derecho de cada actor político de seleccionar a su candidato a las elecciones presidenciales, la concreción de garantías electorales, y la realización de los comicios presidenciales en el segundo semestre de 2024.
El 18 de octubre de 2023, luego de la firma del tratado el Departamento del Tesoro de los Estados Unidos emite cuatro licencias generales en las que aliviará durante seis meses hasta el 18 de abril de 2024 a un grupo de sanciones contra la industria de hidrocarburos, gas natural y aurífera del país, así como removiendo las prohibiciones contra la comercialización secundaria. El ente advirtió que la decisión sería revocada si el Gobierno venezolano no honra sus compromisos en el acuerdo del día anterior. El Secretario de Estado de ese país, Antony Blinken, luego aclaró que se espera la definición de un cronograma electoral, la habilitación de todos los candidatos a la presidencia, y la libertad de los prisioneros políticos para finales de noviembre. La licencia se renovará solo si Venezuela cumple sus compromisos en virtud de la hoja de ruta electoral, así como otros compromisos con respecto a las personas injustamente detenidas, según el comunicado de la Oficina de Control de Activos Extranjeros del Departamento del Tesoro, u OFAC.
Otro de los resultados del nuevo tratado, es la liberación de cinco prisioneros políticos: Juan Requesens, Roland Carreño, Marco Antonio Garcés Carapaica, Eurinel Rincón y Mariana Barreto.
El 24 de octubre luego de realizadas las primarias, Jorge Rodríguez Gómez denunció que la oposición violó el pacto de Barbados quien calificó de una gigantesca "estafa electoral" sin querer aceptar la numerosa presencia durante ese día de incalculables colas en los centros de votación. “Lo que pasó el domingo no es verificable, eso ni siquiera fue una elección”, dijo Rodríguez en conferencia de prensa. Es imposible esa barbaridad (la proyección de que cerca de 2,5 millones de venezolanos votaron en las internas) no hay manera de sostener eso, no hay forma de sostener ese número”, sabiendo que en las primarias de 2012 asistieron 3 millones de opositores, y en las recientes elecciones regionales de 2021 asistieron 3.97 millones de opositores. Sin embargo, en el acuerdo primero firmado en Barbados fue:

Primero: Las Partes reconocen y respetan el derecho de cada actor político de seleccionar su candidato para las elecciones presidenciales de manera libre y conforme a sus mecanismos internos atendiendo a lo establecido en la Constitución de la República Bolivariana de Venezuela y la ley".
Barbados, 17 de octubre de 2023

El diputado José Brito (miembro de la Operación Alacrán) calificó las elecciones de las primarias como "estafa". Brito presentó ante el Tribunal Supremo de Justicia (TSJ) un recurso contencioso para que verifiquen los procedimientos de la Comisión y la organización civil. “Si con el 60% están dando un monto (1,5 millones), con el 100% qué van a decir, que votaron 30 millones”, cuestionó. María Corina Machado aseguró este martes que simpatizantes del chavismo también votaron en estos comicios, celebrados el domingo, agregó “no engañan ni a su propia gente”, que “también salió a votar el 22 de octubre”.
El 26 de octubre de 2023 Gerardo Blyde expresó que no es normal que el gobierno “ judicialice un proceso interno de elecciones protegido además por un acuerdo. Esto puede implicar un grave problema para el cumplimiento del acuerdo”. Blyde reiteró que el proceso de las primarias está protegido dentro del acuerdo parcial sobre promoción de derechos políticos y garantías electorales. Estados Unidos reiteró su postura respecto al acuerdo alcanzado entre el régimen de Nicolás Maduro y la oposición, destacando que se fundamenta en la "verificación" de compromisos, no en la "confianza"
El 3 de diciembre el gobierno realiza un referéndum consultivo pero reportes independientes del proceso comicial dejaron constancia de muy baja participación. Sin embargo lo insólito, el CNE anunció que el evento dejó una participación de 10.554.330 votos y la aprobación de las cinco preguntas consultadas.
El 25 de enero de 2024 Jorge Rodríguez Gómez, en calidad de jefe de la delegación negociadora, exige que los facilitadores del proceso del proceso de negociación viajen al país para verificar el cumplimiento del Acuerdo de Barbados. Sin embargo, horas más tarde declara que «no hay forma» de que María Corina Machado sea elegible para cargos públicos. Maduro, por su parte, aseguró que los acuerdos estaban «heridos de muerte».
El 26 de enero la Sala Político administrativa emite un informe la SENTENCIA: 00005 N° EXPEDIENTE: 2023-0461 Procedimiento: Demanda Por Vía de Hecho Conjuntamente con Acción de Amparo Cautelar (video   ) que ADMITE la demanda pero declara IMPROCEDENTE el amparo cautelar, interpuesta el 15 de diciembre de 2023 por María Corina Machado y ratifica la constitucionalidad de la Contraloría de acuerdo al artículo 105 de la Ley Orgánica de la Contraloría para imponer inhabilitaciones. El TSJ declara improcedente la medida cautelar SIN LUGAR interpuesta el 15 de diciembre de 2023 y «Se RATIFICA la constitucionalidad del artículo 105 de la Ley Orgánica de la Contraloría General de la República y en consecuencia el Contralor General de la República está facultado para establecer sanciones de inhabilitación, en ese sentido la ciudadana María Corina Machado Parisca, de conformidad con la Resolución N° 01-00-0000285 de fecha 16 de septiembre de 2021 está inhabilitada por quince (15) años»
El 27 de enero Gerardo Blyde, en calidad de jefe de la delegación opositora en las negociaciones, rechaza la inhabilitación a Machado y declara que la Plataforma Unitaria la ratifica como candidata unitaria. A su vez, la coalición denunciará la violación parcial del Acuerdo de Barbados ante los facilitadores de Noruega.
El 29 de enero La OFAC revirtió la licencia 43 del alivio de sanciones que le había concedido en el pasado octubre a la Compañía General de Minería de Venezuela (Minerven). y no renovará las concesiones al sector del petróleo y del gas natural tras «las acciones de Nicolás Maduro y sus representantes en Venezuela, al haber cometido el arresto a miembros de la oposición democrática y la prohibición de que candidatos compitan en las elecciones presidenciales de 2024, afirmando que son inconsistentes con los acuerdos firmados en Barbados en octubre pasado».
El 2 de marzo de 2024 el presidente de la Asamblea Nacional Jorge Rodríguez informa que ha firmado el Acuerdo de Caracas con representantes de diversos sectores de la vida nacional y sectores afines al gobierno (que representaban menos del 6% del electorado) con excepción de la Plataforma Unitaria, afirmó que es el “desarrollo del Acuerdo de Barbados y lo sustituye, porque lo más puede lo menos” durante una rueda de prensa. Rodríguez entregó ante el CNE el acuerdo sobre principios generales, un presumible calendario y ampliación de garantías electorales de cara a las presidenciales. Jorge Rodríguez dijo que el nuevo acuerdo es significativamente más amplio que el de Barbados tratando de desplazarlo. Sin embargo en el Acuerdo de Barbados, se pone en primer lugar la coincidencia de las partes porque se respete el derecho de cada actor político de seleccionar a su candidato para las elecciones presidenciales de manera libre y conforme a sus mecanismos internos, atendiendo a lo establecido en la Constitución. El politólogo Pablo Quintero señala que el fin forzado de Barbados va a tensar un poco más las negociaciones entre el Gobierno de los Estados Unidos y el gobierno venezolano ya deteriorados, Quintero añade que el nuevo acuerdo desplaza a la Plataforma Unitaria por actores locales que no están reconocidos dentro de la negociación con el Reino de Noruega.
El 28 de mayo el CNE revoca la invitación a observadores de la Unión Europea conformada por unos 27 Estados miembros. “La Unión Europea lamenta profundamente la decisión unilateral del Consejo Nacional Electoral de Venezuela de retirar su invitación a observar las elecciones presidenciales del 28 de julio”, dice el texto publicado por la UE en Venezuela. Elvis Amoroso explicó que tomaron la decisión, por las sanciones impuestas a varios organismos, empresas y funcionarios venezolanos. Sin embargo, el bloque afirmó que solo mantiene sanciones contra más de 50 venezolanos acusados de actos de represión o esfuerzos para socavar la democracia que no afectan la economía de Venezuela. El gobierno de los Estados Unidos señaló que el gobierno de Nicolás Maduro «y sus representantes» deben revertir «inmediatamente» la suspensión de la invitación a la Unión Europea (UE) como parte de la observación de las elecciones presidenciales del 28 de julio, que va en contra de los acuerdos firmados en Barbados. El ministro venezolano de Relaciones Exteriores, Yván Gil, reaccionó en la red social X al comunicado firmado por el portavoz del Departamento de Estado de Estados Unidos Matthew Miller rechazando la solicitud de volver a invitar a la Unión Europea e insinúa que Estados Unidos intenta sabotear las elecciones, siendo parte del pacto en octubre entre el gobierno y la oposición. Canadá manifestó su preocupación luego que se diera a conocer la decisión del Consejo Nacional Electoral (CNE), luego de revocar la invitación a la Misión de Observación Electoral de la Unión Europea (UE) para la elección presidencial.
El 5 de junio de 2024, Jorge Rodríguez pide a los candidatos a la presidencia firmar un acuerdo para reconocer los resultados de las elecciones presidenciales del 28 de julio. Usando el pretexto de que la oposición lleva una matriz para cantar fraude el día 28 reta a firmar el acuerdo en especial a María Corina Machado y a Edmundo González, “Sobre esa matriz del fraude intentar instalar la violencia, no se lo vamos a permitir, hasta aquí llegaron” expresó Rodríguez. Edmundo González respondió que no firmará ningún acuerdo con el gobierno, por que han violado el Acuerdo de Barbados, «¿Firmar un acuerdo para qué?, el primero que ha violado los acuerdos que firma es el Gobierno, ahí tenemos los acuerdos de Barbados que se han quedado en letra muerta».

## Miembros firmantes del acuerdo parcial
- Facilitador del Reino de Noruega: Dag Nylander

- Representantes por el gobierno
  - Jorge Rodríguez Gómez
  - Nicolás Maduro Guerra
  - Francisco Torrealba
  - Génesis Garvett
  - Diva Guzmán
  - Gabriela Jiménez
  - Camila Fabri de Saab
  - Larry Devoe
  - Willian Castillo Bollé
- Representante por la Plataforma Unitaria
  - Gerardo Blyde
  - Roberto Enríquez Lavaud
  - Stalin González
  - Tomás Guanipa
  - Mariela Magallanes
  - Luis Aquiles Moreno
  - Luis Emilio Rondón
  - Lester Toledo
  - Claudia Nikken